# Устинівка (Крупський район)
Устинівка (біл. вёска Усьцінаўка) — село в складі Крупського району Мінської області, Білорусь. Село підпорядковане Крупській сільській раді, розташоване в східній частині області.